# Oceanic Pro League
Oceanic Pro League (OPL) là giải đấu thể thao điện tử Liên Minh Huyền Thoại chuyên nghiệp cấp cao nhất của khu vực Châu Đại Dương. Được thành lập vào năm 2015 và được tổ chức bởi Riot Games Oceania, giải đấu hiện tại có tám đội tham gia. Các trận đấu được phát trực tiếp trên Twitch và YouTube, sau đó có kho lưu trữ video cho OPL và giải thứ cấp Series Oceanic Challenger Series (OCS). Đội chiến thắng của OPL Split 1 đủ điều kiện tham gia Mid-Season Invitational (MSI), trong khi đội chiến thắng Split 2 đủ điều kiện cho Giải vô địch thể thao điện tử Liên Minh Huyền Thoại thế giới.

## Thể thức thi đấu
Đối với Giải 1 & 2 năm 2020, OPL sẽ tiếp tục thể thức sau:
- Vòng bảng: 
  - Tất cả tám đội thi đấu trong cùng 1 bảng.
    - Avant Gaming
    - Chiefs Esports Club
    - Dire Wolves
    - Gravitas
    - Legacy Esports
    - Mammoth
    - ORDER
    - Pentanet.gg

  - Vòng tròn 3 lượt, Bo1.
- Các đội trong Top 5 đi tiếp vào vòng loại. 
  - Nhánh thắng, nhánh thua. 
    - Các đội đầu tiên ở Vòng bảng sẽ bắt đầu tại Vòng 2, nhánh thắng.
    - Các đội thứ 2 và 3 ở vòng bảng sẽ bắt đầu tại Vòng 1, nhánh thắng.
    - Các đội thứ 4 và 5 trong Vòng bảng sẽ bắt đầu tại Vòng 1, nhánh thua.
    - Đội thua ở nhánh thắng sẽ đối đầu với đội thắng ở nhánh thua
    - Đội thua ở nhánh thua bị loại
    - Trận chung kết tổng sẽ là cuộc đối đấu giữa đội thắng cuối cùng ở nhánh thắng & đội thắng cuối cùng ở nhánh thua

  - Tất cả các trận đấu là Bo5.

## Thống kê qua các mùa
| Năm  | Giải | Vô địch             | Á quân              | Hạng 3              | Hạng 4              |
| ---- | ---- | ------------------- | ------------------- | ------------------- | ------------------- |
| 2015 | 1    | Chiefs Esports Club | Dire Wolves         | Legacy Esports      | Team Immunity       |
| 2015 | 2    | Chiefs Esports Club | Legacy Esports      | Avant Garde         | Dire Wolves         |
| 2016 | 1    | Chiefs Esports Club | Legacy Esports      | Dire Wolves         | Sin Gaming          |
| 2016 | 2    | Chiefs Esports Club | Legacy Esports      | Avant Garde         | Dire Wolves         |
| 2017 | 1    | Dire Wolves         | Legacy eSports      | Sin Gaming          | Chiefs Esports Club |
| 2017 | 2    | Dire Wolves         | Chiefs Esports Club | Legacy Esports      | Sin Gaming          |
| 2018 | 1    | Dire Wolves         | Chiefs Esports Club | Legacy Esports      | ORDER               |
| 2018 | 2    | Dire Wolves         | Chiefs Esports Club | Legacy Esports      | ORDER               |
| 2019 | 1    | Bombers             | ORDER               | Chiefs Esports Club | Avant Gaming        |
| 2019 | 2    | Mammoth             | Chiefs Esports Club | ORDER               | Bombers             |
| 2020 | 1    | Legacy Esports      | Dire Wolves         | Chiefs Esports Club | ORDER               |
| 2020 | 2    | Legacy Esports      | ORDER               | Chiefs Esports Club | Pentanet.GG         |

## Dừng tổ chức và thay thế
ESL Australia được thành lập vào ngày 18 tháng 12 năm 2020. Họ có mong muốn thành lập một giải đấu mới, thay thế cho OPL.  Giải đấu sau đó được đặt tên là League of Legends Circuit Oceania (LCO).